# 朝霧唯
朝霧 唯（あさぎり ゆい、1981年7月8日 - ）は、日本のAV女優。神奈川県出身。

## 略歴
2001年5月から8月まで宇宙企画より4本の作品を撮影した。

## 作品

### アダルトビデオ
- 快楽姫（2001年8月26日、宇宙企画）
- HEAVEN（2001年9月26日、宇宙企画）
- 女猫（2001年10月21日、宇宙企画）
- ANGEL（2001年11月23日、宇宙企画）

総集編など
- 宇宙企画2002 DX（宇宙企画）
- 口技リスペクト（2002年2月23日、宇宙企画）
- 潮吹き娘。22人大噴射スペシャル 2（2002年4月27日、宇宙企画）
- 宇宙企画DX 120分スペシャル 10（2002年5月29日、宇宙企画）
- 宇宙企画 Debut Collection 4（2003年12月26日、宇宙企画）

### 写真集
- 秋桜日和―朝霧唯写真集（2001年10月、谷口征撮影、メディアックス）ISBN 978-4896136760